# ホーンホルスト
ホーンホルスト (ドイツ語: Hohnhorst) は、ドイツ連邦共和国ニーダーザクセン州シャウムブルク郡ザムトゲマインデ・ネンドルフに属す町村（以下、本項では便宜上「町」と記述する）である。

## 地理

### 位置
ホーンホルストは、北のミッテルラント運河およびハステの森と南のバート・ネンドルフとの間に位置する。この町は平板な耕地が広がり、ハスター・バッハ川、オスターリーエ川、ビュントグラーベン川、ローデンベルガー・アウエ川が流れる。ハノーファーSバーンのハステ - バート・ネンドルフ - ハノーファー線としても用いられている鉄道ハノーファー-ミンデン線がこの町を通っている。また連邦道B442号線も町内を走っている。

### 自治体の構成
この町は以下の地区集落からなる。
- ホーンホルスト
- オーンドルフ
- レーレン
- レールヴィーエ
- ノルトブルーフ
- シェラー

## 歴史
ダイスター山の北側の農業が盛んなこの地域は先史時代から定住者があった。この町を構成する集落は、700年頃から、文献上にその歴史が伝えられている。
地域再編に伴い、1974年3月1日までに、旧自治体のホーンホルスト、レーレン、オーンドルフが合併した。

## 行政

### 議会
ホーンホルストの町議会は13議席からなる。

### 首長
コルト・ラトヴェーゼン (CDU) は2016年にこの町の町長に選出された。

## 文化と見所

### 演劇
- 「オーンドルフ・テアター」はアマチュア演劇グループである。

### 建築
- ホーンホルストにあるプロテスタントの聖マルティン教区教会は、1899年にコンラート・ヴィルヘルム・ハーゼによってネオゴシック様式で建てられた長堂と13世紀の交差ヴォールトを有している。

### スポーツ
ホーンホルストには2つのスポーツクラブがある。
- TuSゲルマニア・ホーンホルストe.V.: 器械体操、ワンデリング、卓球、テニス、ハンドボール、徒手体操、陸上競技、バドミントン
- ホーンホルスト射撃クラブe.V.: 1953年設立。クラブハウスの他、屋根付きの射撃場を有している。

## 引用
1. ↑  Landesamt für Statistik Niedersachsen, LSN-Online Regionaldatenbank, Tabelle A100001G: Fortschreibung des Bevölkerungsstandes, Stand 31. Dezember 2023